# ウィリアム・チェンバース (出版業者)

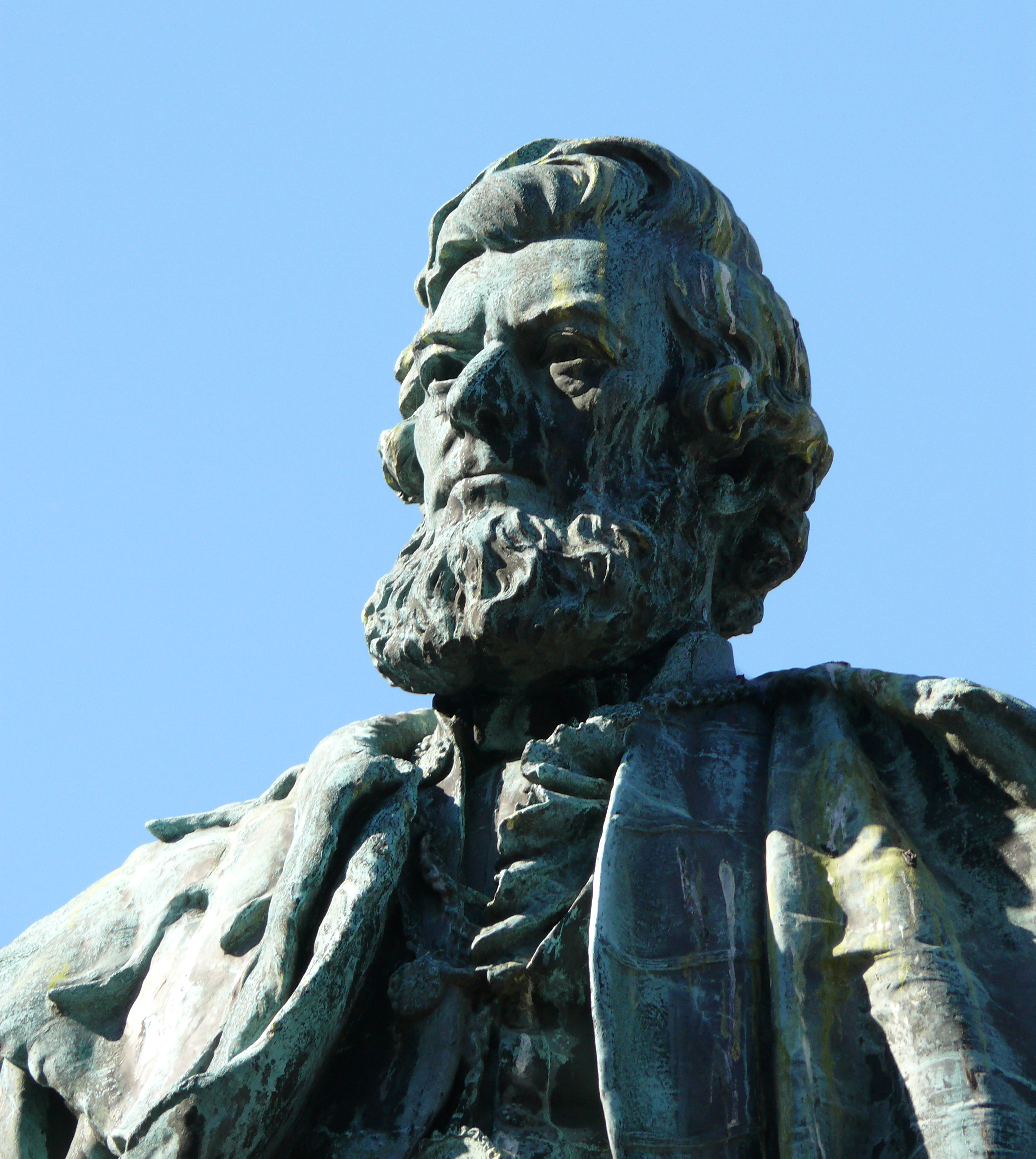
ウィリアム・チェンバース像（エディンバラ）

ウィリアム・チェンバース（William Chambers、またはグレノーミストンのウィリアム・チェンバース William Chambers of Glenormiston、1800年5月16日 – 1883年5月20日 ）は、スコットランドの出版業者、政治家。エディンバラ市長。弟は科学者のロバート・チェンバース。弟ロバートとともにチェンバース・ハラップ社の創業者として知られる。兄弟は『チェンバーズ百科事典』などを出版し、19世紀半ばの科学と政治に影響を与えた。
普通教育の熱心な推進者で、教科書の普及の為に、安く印刷できる産業技術をいち早く導入した先駆者であった。

## 経歴
- 1814年、ピーブルスからエディンバラに引っ越してくる。最初は書籍販売業を商っていたが、後に出版を行うようになる。
- 1819年、エディンバラ新市街に書店を開業[2]
- 1832年、W. & R. チェンバース出版を起業
- 1860～1868年、チェンバーズ百科事典を出版
- 1865～1869年、エディンバラ市長に就任。セント・ジャイルズ大聖堂の修復や、スラム街の再建[3]など後世に残る都市計画を推し進めた。
- 1867年、都市改善案で作成された通りは、彼の功績を讃え『チェンバース·ストリート』と命名され、その中心には彼の彫像が地元の彫刻家John Rhind.により建てられた[4]。セント・ジャイルズ大聖堂には彼を象ったステンドグラスが弟のロバートと共に飾られている。

## 大衆文化
2005年に封切られたイギリスで人気の題材『グレーフライアーズ・ボビー』を元とした映画『ユアン少年と小さな英雄』で、ウィリアム・チェンバース役をクリストファー・リーが演じた。